# О’Фаррелл, Мэгги
Мэгги О’Фаррелл (англ. Maggie O’Farrell; род. 1972[…], Колрейн, Косвей-Кост и Гленс) — североирландская писательница. Лауреат Премии Бетти Траск, и Женской премии за художественную литературу.
Родители Мэгги О’Фаррелл переехали в Великобританию из Ирландии в начале 1970-х годов. Детство провела в Уэльсе и Шотландии, где подвергалась издевательствам в общеобразовательной школе из-за своего ирландского происхождения. Изучала английский язык в колледже Нью Холл Кембриджского университета. Работала журналистом в Гонконге и помощником литературного редактора воскресного выпуска газеты Independent в Лондоне. Параллельно с писательской деятельностью она читает лекции по творческому письму в Уорикском университете и колледже Голдсмитс.
В 2001 году её первый роман «После твоего ухода» получил Премию Бетти Траск. Другие романы О’Фаррелл также были номинированы и получили несколько литературных премий. В 2020 году её роман о сыне Уильяма Шекспира Хемнете получил британскую Женскую премию за художественную литературу и американскую Премию Национального круга книжных критиков.
В 2023 году стало известно, что бестселлер Мэгги О'Фаррелл «Хамнет» экранизирует Хлоя Чжао.
О’Фаррелл замужем за писателем Уильямом Сатклиффом; у них трое детей.

## Произведения
- After You’d Gone (2000)
- My Lover’s Lover (2002)
- The Distance Between Us (2004) (Премия Сомерсета Моэма[9])
- The Vanishing Act of Esme Lennox (2007) - Исчезновение Эсме Леннокс (2019)
- The Hand That First Held Mine (2010) - Рука, что впервые держала мою (2013)
- Instructions for a Heatwave (2013) - Пока тебя не было (2018)
- This Must Be the Place (2016) -Там, где тебя ждут (2018)
- I Am, I Am, I Am (2017)
- Hamnet (2020) - Хамнет (2021)
- The Marriage Portrait (2022) - Портрет Лукреции (2023)
- ‘’Where Snow Angels Go - Снежный ангел (2021)